# Seelyville
Seelyville – miasto w Stanach Zjednoczonych, w stanie Indiana, w hrabstwie Vigo.